# Uribe (kommun)
Uribe är en kommun i Colombia.   Den ligger i departementet Meta, i den centrala delen av landet, 180 km söder om huvudstaden Bogotá. Antalet invånare är 12 480.